# Strošiūnų šilas II
Strošiūnų šilas II este o arie protejată (sit de importanță comunitară — SCI) din Lituania întinsă pe o suprafață de 266,46 ha, integral pe uscat.

## Localizare
Centrul sitului Strošiūnų šilas II este situat la coordonatele 54°48′51″N 24°30′38″E / 54.8141°N 24.5105°E.

## Înființare
Situl Strošiūnų šilas II a fost declarat sit de importanță comunitară în decembrie 2021 pentru a proteja un număr necunoscut de specii din flora spontană și fauna sălbatică aflate în arealul zonei.

## Biodiversitate
Situată în ecoregiunea boreală, aria protejată conține 4 habitate naturale: Taiga vestică, Păduri caducifoliate bătrâne naturale hemiboreale fino-scandinave (Quercus, Tilia, Acer, Fraxinus sau Ulmus) bogate în specii epifite, Păduri fino-scandinave bogate în ierburi cu Picea abies, Păduri caducifoliate de mlaștină fino-scandinave.
La baza desemnării sitului se află un număr nedeclarat de specii protejate.